# Геренава, Бесики Тариелович
Бесики Тариелович Геренава (род. 6 ноября 1981, Грузинская ССР, СССР) — российский спортсмен. Чемпион России и финалист чемпионата мира по боевому самбо, победитель командного чемпионата мира по версии «M-1», тренер, осуществляющий подготовку бойцов смешанного стиля.

## Список боёв
| Результат | Рекорд | Соперник         | Способ                                          | Турнир                               | Дата             | Раунд | Время | Место                   | Примечание                            |
| --------- | ------ | ---------------- | ----------------------------------------------- | ------------------------------------ | ---------------- | ----- | ----- | ----------------------- | ------------------------------------- |
| Победа    | 12-2-1 | Чак Григсби      | Раздельное решение судей                        | M-1 Challenge 20 — 2009 Finals       | 03 декабря 2009  | 3     | 5:00  | Санкт-Петербург, Россия | Финал командного чемпионата мира      |
| Победа    | 11-2-1 | Ли Остин         | Единогласное решение судей                      | M-1 Challenge 19 — 2009 Semifinals   | 26 сентября 2009 | 3     | 5:00  | Ростов-на-Дону, Россия  | Полуфинал командного чемпионата мира  |
| Победа    | 10-2-1 | Абдулла Ахмэди   | Удушающий прием                                 | M-1 Challenge 18 Netherlands Day Two | 16 августа 2009  | 2     | 3:51  | Хилверсум, Голландия    | 7-й этап командного чемпионата мира   |
| Ничья     | 9-2-1  | Игорь Савельев   | Ничья                                           | M-1 Challenge 2009 Selections 4      | 24 июня 2009     | 3     | 5:00  | Санкт-Петербург, Россия | 4-й этап командного чемпионата России |
| Победа    | 9-2    | Евгений Куракин  | Техническим нокаутом (удары)                    | LF - Legion Fight 4                  | 12 июня 2009     | 1     | 4:40  | Сочи, Россия            |                                       |
| Победа    | 8-2    | Камил Уигун      | Раздельное решение судей                        | M-1 Challenge 9 Russia               | 21 ноября 2008   | 3     | 5:00  | Санкт-Петербург, Россия | 9-й этап командного чемпионата мира   |
| Поражение | 7-2    | Адлан Амагов     | Единогласное решение судей                      | PROFC President Cup                  | 25 октября 2008  | 3     | 5:00  | Ростов-на-Дону, Россия  |                                       |
| Победа    | 7-1    | Влад Ткаченко    | Сабмишном (рычаг локтя)                         | LF - Legion Fight 3                  | 17 августа 2008  | 1     | 0:46  | Сочи, Россия            |                                       |
| Победа    | 6-1    | Рафаэль Родригез | Удушающий прием                                 | M-1 Challenge 4 Battle On The Neva 2 | 27 июня 2008     | 1     | 4:10  | Санкт-Петербург, Россия | 4-й этап командного чемпионата мира   |
| Победа    | 5-1    | Юджи Сакураги    | Единогласное решение судей                      | M-1 Challenge 2 Russia               | 03 апреля 2008   | 2     | 5:00  | Санкт-Петербург, Россия | 2-й этап командного чемпионата мира   |
| Победа    | 4-1    | Иван Аниканов    | Болевой на руку                                 | Bodog Fight — USA vs. Russia         | 30 октября 2007  | 1     | 2:54  | Москва, Россия          |                                       |
| Поражение | 3-1    | Сергей Кудинов   | Технический нокаут (остановка боя доктором)     | Legion Fight 1                       | 20 октября 2007  | 2     | 5:00  | Ростов-на-Дону, Россия  |                                       |
| Победа    | 3-0    | Тамерлан Уртаев  | Технический нокаут (остановка боя секундантами) | M-1 Mix-Fight Tournament             | 12 октября 2006  | 1     | 5:00  | Санкт-Петербург, Россия |                                       |
| Победа    | 2-0    | Гевик Мусаси     | Удушающий прием                                 | M-1 MFC — Russia vs. Europe          | 08 апреля 2006   | 1     | 2:01  | Санкт-Петербург, Россия |                                       |
| Победа    | 1-0    | Руслан Гусейнов  | Нокаут                                          | M-1 MFC Heavyweight GP               | 04 декабря 2004  | 1     | 0:31  | Москва, Россия          |                                       |